# Парахонько Дмитро Іванович
Дмитро Іванович Парахонько (25 січня 1984, м. Новополоцьк, СРСР) — білоруський хокеїст, захисник. Виступає за «Юність» (Мінськ) у Вищій хокейній лізі.
Виступав за «Юність» (Мінськ), «Юніор» (Мінськ), «Німан» (Гродно), ХК «Вітебськ».
У складі національної збірної Білорусі провів 3 матчі (1 передача). У складі молодіжної збірної Білорусі учасник чемпіонатів світу 2003 і 2004 (дивізіон I). У складі юніорської збірної Білорусі учасник чемпіонатів світу 2001 (дивізіон I) і 2002.